# Бичок-цуцик
Бичок-цуцик (Proterorhinus) — є родом з родини бичкових (Gobiidae). Характерною рисою представників цього роду є передні ніздрі у вигляді довгих вусикоподібних трубочок, що звішуються над верхньою губою.

## Види
Згідно із сучасною класифікацією рід містить 5 видів:
- Proterorhinus marmoratus (Pallas, 1814) — бичок-цуцик морський
- Proterorhinus nasalis (Filippi, 1863) — бичок-цуцик східний
- Proterorhinus semilunaris Heckel, 1837 — бичок-цуцик західний
- Proterorhinus semipellucidus Kessler, 1863 — бичок-цуцик каспійський
- Proterorhinus tataricus Freyhof and Naseka, 2007 — бичок-цуцик чорноріченський

Два види з цього роду мешкають у морських і солонуватих водах Чорного (P. marmoratus) і Каспійського морів (P. nasalis). Бичок-цуцик західний P. semilunaris мешкає у прісних водах чорноморського басейну.